# Chcemy być wyżej
Chcemy być wyżej – piąty singel polskiego rapera Sitka promujący album Wielkie Sny. Wydawnictwo zostało opublikowane nakładem własnym 6 września 2016 roku w formie digital download.
Utwór wyprodukowany przez JNR we współpracy z Enzu został zarejestrowany we wrocławskim Dobre Ucho Studio wspólnie z realizatorem JNR, Zmixowany i zmasterowany przez  Mateusza "Grrracza" Wędrowskiego. Kompozycja była promowana teledyskiem, który wyreżyserowało studio OG Films.

## Certyfikat
| Kraj   | Sprzedaż   | Certyfikat         |
| ------ | ---------- | ------------------ |
| Polska | - 100 000+ | - diamentowa płyta |